# Eva Nordenson
Eva Vilhelmina Nordenson, född Cederblad 7 december 1925 i Uppsala, död 11 juni 2014 i Stockholm, var en svensk konsthistoriker och museiman.
Efter studentexamen i Uppsala 1945 blev Nordenson 1949 filosofie kandidat vid Uppsala universitet. År 1962 blev hon filosofie licentiat i konsthistoria vid Stockholms universitet på avhandlingen En studie av Rörstrandsfabrikens fajansmönster åren 1726–1750. Nordenson var intendent vid Nationalmuseum mellan åren 1953 och 1977, chef för Kulturen i Lund 1977–1982 och Skansen-chef 1982–1992.
Nordenson var styrelseledamot i myndigheten Riksutställningar 1976–1985, Svensk Form 1982–1985, Thielska galleriet 1985–1995 och i Zornsamlingarna 1990–1999 samt Postens konst- och programråd 1991–2001. Hon var ordförande i Skandinaviska Museiförbundet 1985–1991 och i stiftelsen Millesgården 1992–1995. År 1991 blev hon ordförande för kommittén Gustavianska parken. Tillsammans med landskapsarkitekten Sture Koinberg lade hon fram ett förslag till hur man skulle utveckla landskapet kring Brunnsviken som en grön lunga i Stockholmsmiljön. Det bidrog till riksdagens beslut 1994 att skydda Djurgården, Haga Brunnsviken och Ulriksdal som Sveriges första nationalstadspark.
Nordenson utgav 2008 boken Mitt förtjusta öga : J.C. Linnerhielms voyages pittoresques i Sverige 1787-1807, en reseskildring som bygger på Jonas Carl Linnerhielms bilder och anteckningar. 
2003 mottog hon Gösta Berg-medaljen.

## Familj
Nordenson var dotter till läroverksadjunkten Carl Cederblad och sjukgymnasten Emy Cederblad, född Sandell. Hon var åren 1949–1965 gift med justitierådet Ulf K. Nordenson och är mor till journalisten Magdalena Nordenson, skådespelaren Jacob Nordenson och adokaten Per Nordenson.
Eva Nordenson är begravd på Lidingö kyrkogård.